# Seznam zápasů československé a švýcarské hokejové reprezentace
Seznam zápasů československé a švýcarské hokejové reprezentace uvádí data, výsledky a místa konání vzájemných zápasů hokejových reprezentací Československa a Švýcarska.

## Lední hokej na olympijských hrách
| Datum utkání | Výsledek | Rok  | Místo       | Branky Československa                                                                       |
| ------------ | -------- | ---- | ----------- | ------------------------------------------------------------------------------------------- |
| 1. 2. 1924   | 11 : 2   | 1924 | Chamonix    | 4× Josef Maleček, 3× Josef Šroubek, 3× Valentin Loos, Jaroslav Jirkovský                    |
| 7. 2. 1948   | 7 : 1    | 1948 | Svatý Mořic | 3x Vladimír Zábrodský, 2× Vladimír Bouzek, Stanislav Konopásek, Ladislav Troják             |
| 22. 2. 1952  | 8 : 3    | 1952 | Oslo        | 2× Jiří Sekyra, 2× Bronislav Danda, 2× Miloslav Ošmera, Miloslav Charouzd, Vlastimil Bubník |
| 4. 2. 1964   | 5 : 1    | 1964 | Innsbruck   | 2x Jiří Dolana, Jozef Golonka, Jiří Holík, Ladislav Šmíd                                    |
| 16. 2. 1992  | 4 : 2    | 1992 | Méribel     | Petr Rosol, Robert Lang, Peter Veselovský, Ladislav Lubina                                  |

## Mistrovství světa v ledním hokeji
| Datum utkání | Výsledek | Rok  | Místo           | Branky Československa |
| ------------ | -------- | ---- | --------------- | --- |
| 1. 2. 1930   | 1 : 3    | 1930 | Chamonix        | Wolfgang Dorasil |
| 22. 2. 1933  | 1 : 0    | 1933 | Praha           | Josef Maleček |
| 26. 1. 1935  | 0 : 4    | 1935 | Davos           | Ne |
| 18. 2. 1937  | 2 : 2    | 1937 | Londýn          | Josef Maleček, Ladislav Troják |
| 18. 2. 1938  | 3 : 2 PP | 1938 | Praha           | 2x Ladislav Troják, Oldřich Kučera |
| 5. 2. 1939   | 0 : 1    | 1939 | Curych          | Ne |
| 12. 2. 1939  | 0 : 0 PP | 1939 | Curych          | Ne |
| 20. 2. 1947  | 6 : 1    | 1947 | Praha           | 2x Stanislav Konopásek, 2x Vladimír Zábrodský, Ladislav Troják, Miloslav Pokorný                                                                                     |
| 8. 3. 1953   | 9 : 4    | 1953 | Basilej         | 3x Bronislav Danda, 3x Miroslav Rejman, Jiří Sekyra, Slavomír Bartoň, Karel Gut                                                                                      |
| 26. 2. 1954  | 7 : 1    | 1954 | Stockholm       | 3x Vlastimil Bubník, Miroslav Rejman, Miroslav Pospíšil, Vladimír Zábrodský, Bronislav Danda                                                                         |
| 25. 2. 1955  | 7 : 0    | 1955 | Kolín nad Rýnem | 3x Vladimír Zábrodský, 2x Oldřich Sedlák, Slavomír Bartoň, Vlastimil Bubník                                                                                          |
| 5. 3. 1959   | 9 : 0    | 1959 | Bratislava      | 2x Jozef Golonka, 2x Miroslav Vlach, Josef Černý, Bohumil Prošek, Ján Starší, František Tikal, Rudolf Potsch                                                         |
| 7. 4. 1972   | 19 : 1   | 1972 | Praha           | 4x Václav Nedomanský, 3x Jiří Holík, 3x Július Haas, 2x Jaroslav Holík, 2x Ivan Hlinka, Vladimír Martinec, Bohuslav Šťastný, Rudolf Tajcnár, Jiří Kochta, Jan Klapáč |
| 15. 4. 1972  | 12 : 2   | 1972 | Praha           | 3x Jan Klapáč, 2x Július Haas, 2x Josef Horešovský, Bohuslav Šťastný, Václav Nedomanský, Jiří Holík, Jaroslav Holík, Oldřich Machač                                  |
| 23. 4. 1987  | 5 : 2    | 1987 | Vídeň           | 2x Libor Dolana, David Volek, Vladimír Růžička, Igor Liba |
| 22. 4. 1991  | 4 : 1    | 1991 | Turku           | Leo Gudas, Robert Reichel, Ladislav Lubina, Ľubomír Kolník |
| 29. 4. 1991  | 3 : 4    | 1991 | Turku           | Jiří Šlégr, Bobby Holík, Petr Rosol |
| 4. 5. 1992   | 2 : 0    | 1992 | Praha           | Petr Hrbek, Tomáš Jelínek |
| 10. 5. 1992  | 5 : 2    | 1992 | Praha           | Igor Liba, Róbert Švehla, Otakar Janecký, Robert Reichel, Petr Hrbek                                                                                                 |

## Mistrovství Evropy v ledním hokeji
| Datum utkání | Výsledek | Rok  | Místo          | Branky Československa                                                             |
| ------------ | -------- | ---- | -------------- | --------------------------------------------------------------------------------- |
| 15. 2. 1911  | 13 : 0   | 1911 | Berlín         | 5x Jaroslav Jarkovský, 3x Jaroslav Jirkovský, 3x Josef Šroubek, 2x Otakar Vindyš  |
| 14. 2. 1922  | 8 : 1    | 1922 | Svatý Mořic    | 4x Jaroslav Jirkovský, 2x Karel Pešek, Josef Šroubek, Valentin Loos               |
| 10. 3. 1923  | 10 : 3   | 1923 | Antverpy       | 4x Josef Maleček, 2x Josef Šroubek, 2x Karel Pešek, Karel Hartmann, Valentin Loos |
| 11. 1. 1925  | 1 : 0    | 1925 | Starý Smokovec | Karel Koželuh                                                                     |
| 16. 1. 1926  | 1 : 0    | 1926 | Davos          | Josef Maleček                                                                     |
| 17. 1. 1926  | 1 : 3    | 1926 | Davos          | Josef Šroubek                                                                     |
| 20. 3. 1932  | 2 : 3    | 1932 | Berlín         | Tomáš Švihovec, Jiří Tožička                                                      |
| 5. 3. 1939   | 0 : 2    | 1939 | Basilej        | Ne                                                                                |

## Ostatní zápasy
| Datum utkání | Výsledek | Rok                         | Místo          | Branky Československa |
| ------------ | -------- | --------------------------- | -------------- | --------------------- |
| 24. 1. 1909  | 2 : 8    | Turnaj                      | Chamonix       |                       |
| 10. 2. 1930  | 2 : 0    | přátelsky                   | Berlín         |                       |
| 16. 12. 1936 | 0 : 3    | přátelsky                   | Praha          | Ne                    |
| 28. 11. 1937 | 1 : 5    | přátelsky                   | Curych         |                       |
| 3. 12. 1938  | 1 : 3    | přátelsky                   | Basilej        |                       |
| 9. 12. 1938  | 0 : 1    | přátelsky                   | Praha          | Ne                    |
| 19. 1. 1946  | 2 : 2    | přátelsky                   | Praha          |                       |
| 3. 3. 1946   | 1 : 5    | přátelsky                   | Curych         |                       |
| 13. 11. 1946 | 12 : 3   | Turnaj tří národů 1946/1947 | Praha          |                       |
| 15. 11. 1946 | 11 : 2   | Turnaj tří národů 1946/1947 | Praha          |                       |
| 17. 1. 1947  | 9 : 6    | Turnaj tří národů 1946/1947 | Curych         |                       |
| 19. 1. 1947  | 7 : 4    | Turnaj tří národů 1946/1947 | Basilej        |                       |
| 26. 11. 1948 | 6 : 4    | přátelsky                   | Curych         |                       |
| 28. 11. 1948 | 2 : 3    | přátelsky                   | Basilej        |                       |
| 7. 12. 1948  | 4 : 2    | přátelsky                   | Praha          |                       |
| 9. 12. 1948  | 9 : 1    | přátelsky                   | Praha          |                       |
| 18. 2. 1949  | 8 : 1    | přátelsky                   | Stockholm      |                       |
| 15. 1. 1954  | 2 : 1    | přátelsky                   | Lausanne       |                       |
| 17. 1. 1954  | 4 : 3    | přátelsky                   | Curych         |                       |
| 10. 3. 1954  | 10 : 2   | přátelsky                   | Bratislava     |                       |
| 13. 3. 1954  | 7 : 2    | přátelsky                   | Praha          |                       |
| 6. 1. 1955   | 8 : 1    | přátelsky                   | Curych         |                       |
| 8. 1. 1955   | 8 : 1    | přátelsky                   | Basilej        |                       |
| 26. 2. 1965  | 4 : 1    | přátelsky                   | Praha          |                       |
| 27. 2. 1965  | 12 : 1   | přátelsky                   | Pardubice      |                       |
| 17. 3. 1971  | 8 : 0    | přátelsky                   | Lyss           |                       |
| 28. 1. 1972  | 7 : 2    | přátelsky                   | Tokio          |                       |
| 25. 3. 1972  | 16 : 0   | přátelsky                   | Ústí nad Labem |                       |
| 27. 3. 1972  | 9 : 2    | přátelsky                   | Praha          |                       |
| 17. 11. 1985 | 9 : 2    | přátelsky                   | Curych         |                       |
| 1. 1. 1988   | 4 : 3    | přátelsky                   | Lausanne       |                       |
| 2. 1. 1988   | 7 : 1    | přátelsky                   | Zug            |                       |
| 6. 2. 1988   | 5 : 4    | přátelsky                   | Anchorage      |                       |
| 2. 8. 1990   | 8 : 4    | Hry dobré vůle              | Kennewick      |                       |
| 10. 4. 1991  | 2 : 1    | přátelsky                   | Rapperswil     |                       |
| 19. 12. 1992 | 7 : 2    | Cena Izvestijí 1992         | Moskva         |                       |

- pokračuje Seznam zápasů české a švýcarské hokejové reprezentace

## Celková bilance vzájemných zápasů Československa a Švýcarska
| Zápasy | Výhry | Remízy | Prohry | Skóre   |
| ------ | ----- | ------ | ------ | ------- |
| 68     | 51    | 3      | 14     | 380:137 |

Poznámky k utkáním:
- 24. 1. 1909 Čechy
- 15. 2. 1911 Čechy